# 康德大街
52°30′22.6″N 13°18′47″E / 52.506278°N 13.31306°E
康德大街（德語：Kantstraße）是德国首都柏林的一条主干道，位于柏林夏洛滕堡-威尔默斯多夫区的夏洛滕堡分区，东起布赖特施德广场，西至苏亚雷斯街（Suarezstraße），长约2.3公里。从1887年2月23日起，此街以德国哲学家伊曼努尔·康德命名。作为一条进出城市的干道，康德大街和与之相接的新康德大街一起，将柏林内城的威廉皇帝纪念教堂和外缘的柏林无线电塔以及会展中心连结在一起，沿街布满大小商铺和住宅楼。

## 路段

### 起点：布赖特施德广场
康德大街的东端在布赖特施德广场，介于哈登贝格街和选帝侯大街之间，距著名的威廉皇帝纪念教堂几米之遥。2009年初夏之前，康德大街的东端始于横跨大街的建筑“Schimmelpfeng-Haus”（因Schimmelpfeng GmbH有限公司命名），之后此建筑北段被拆除，取而代之是新建的动物园之窗。
在康德大街和约阿希姆施塔勒尔街的路口北侧坐落着贝亚特·乌泽情色博物馆。由此向西约100米，在柏林城市铁路线的铁路桥后面，是19世纪末柏林城西扩进程中，建成于1896年的柏林西城歌剧院，紧邻其侧的鸡舍街街角坐落着德尔婓影剧院、私人剧院Vaganten Bühne以及爵士酒吧Quasimodo。西城歌剧院正对面的街心地皮于1994年规划建成“康德三角地”，其上是由建筑师约瑟夫·保罗·克莱休斯设计的一座高36米、当时在柏林西城少有的高楼，楼顶装有一座可旋转的铝制风向标。

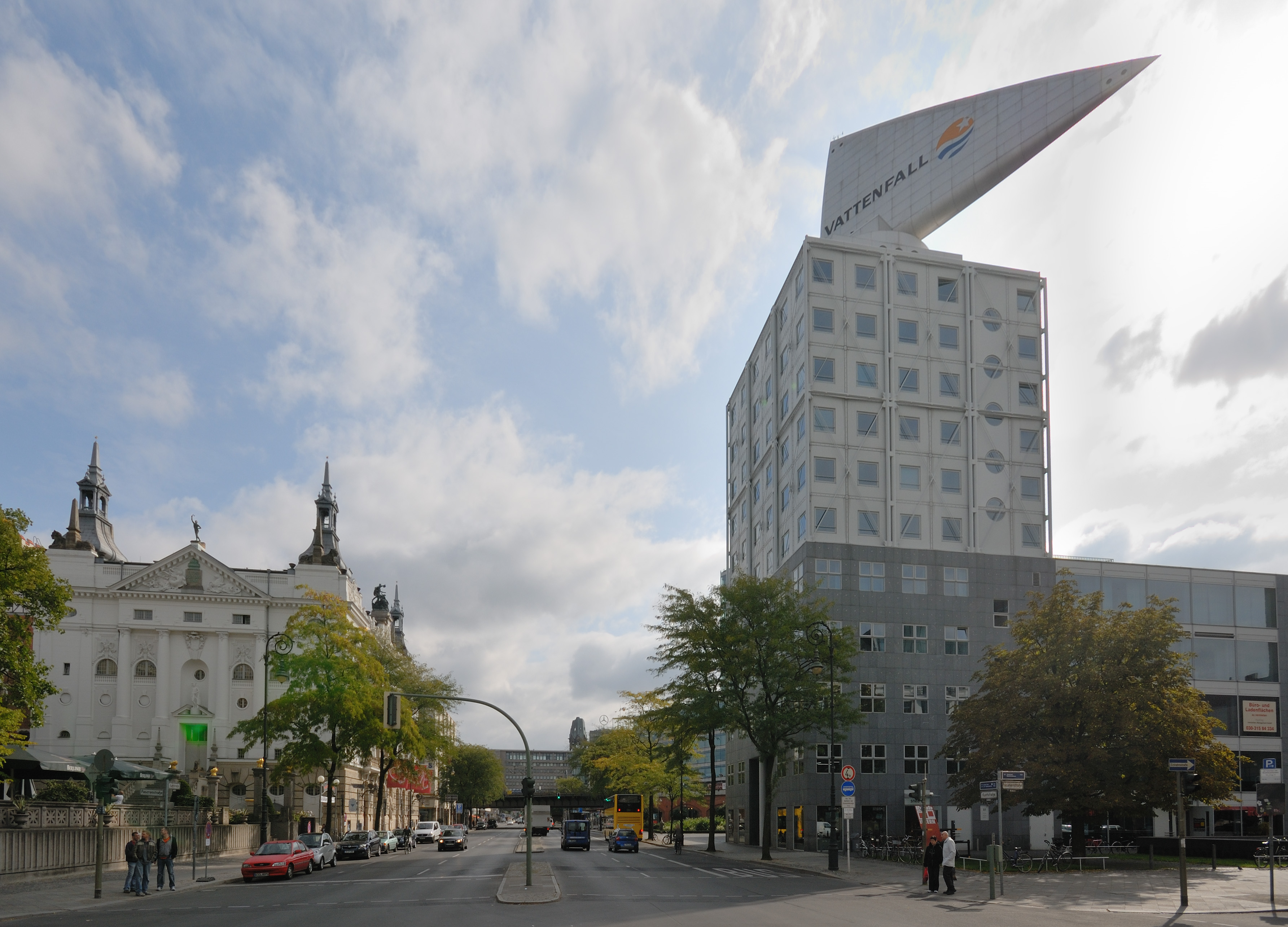
康德三角上的高楼和左侧的西城歌剧院

西城歌剧院背后是1997年落成的路德维希-艾哈德大厦，在柏林市井俗称之为“犰狳（德语：Gürteltier）”，其建筑造型是此地一景。

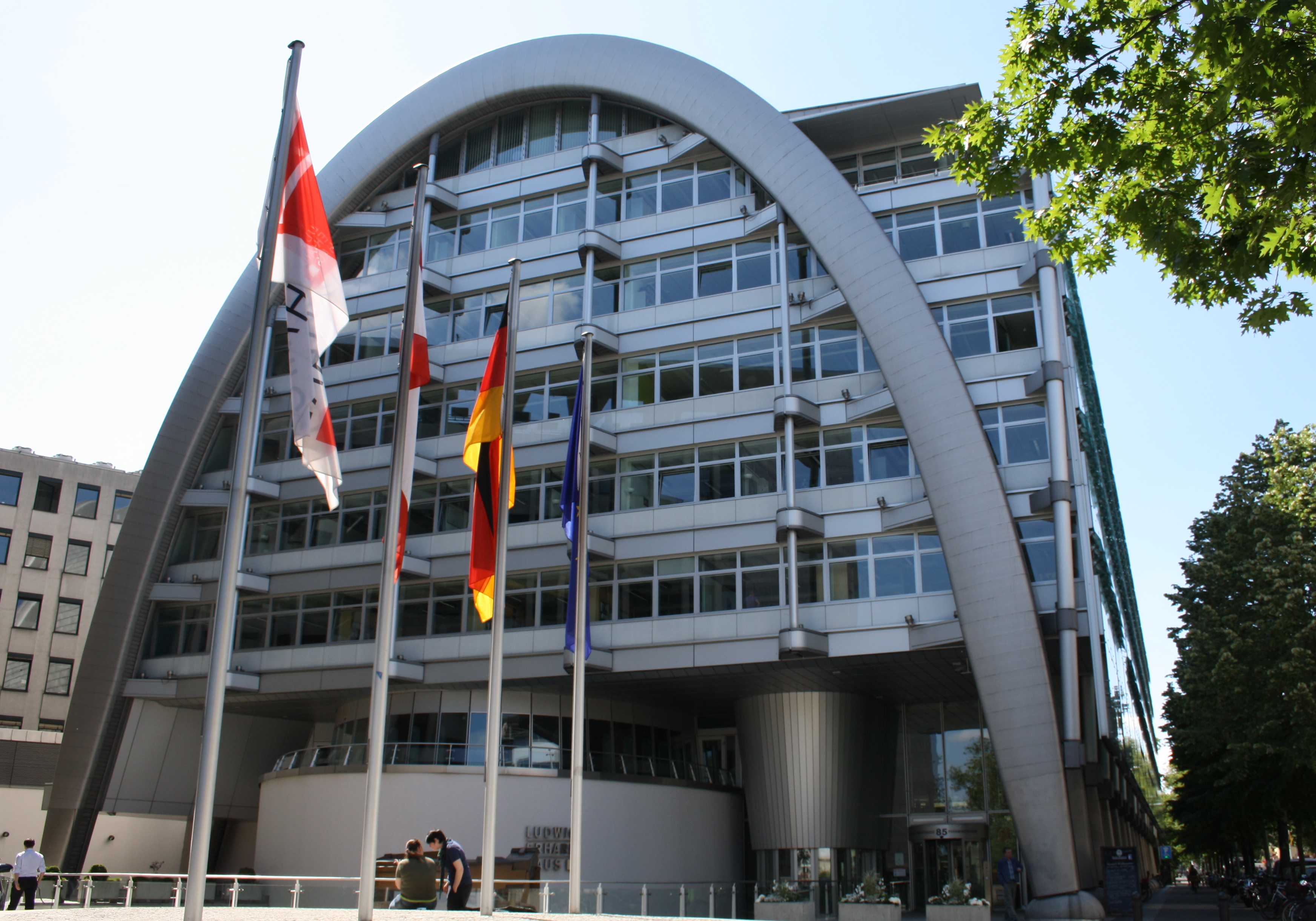
路德维希-艾哈德大厦（北侧）

### 乌兰大街至萨维尼广场
1998年至1999年间，在康德大街17-20号、和乌兰大街的交叉口建成的Stilwerk设计中心，汇聚了58家著名的制造和设计品牌，包括Alessi、Bang & Olufsen、Bulthaup、C. Bechstein，等等。

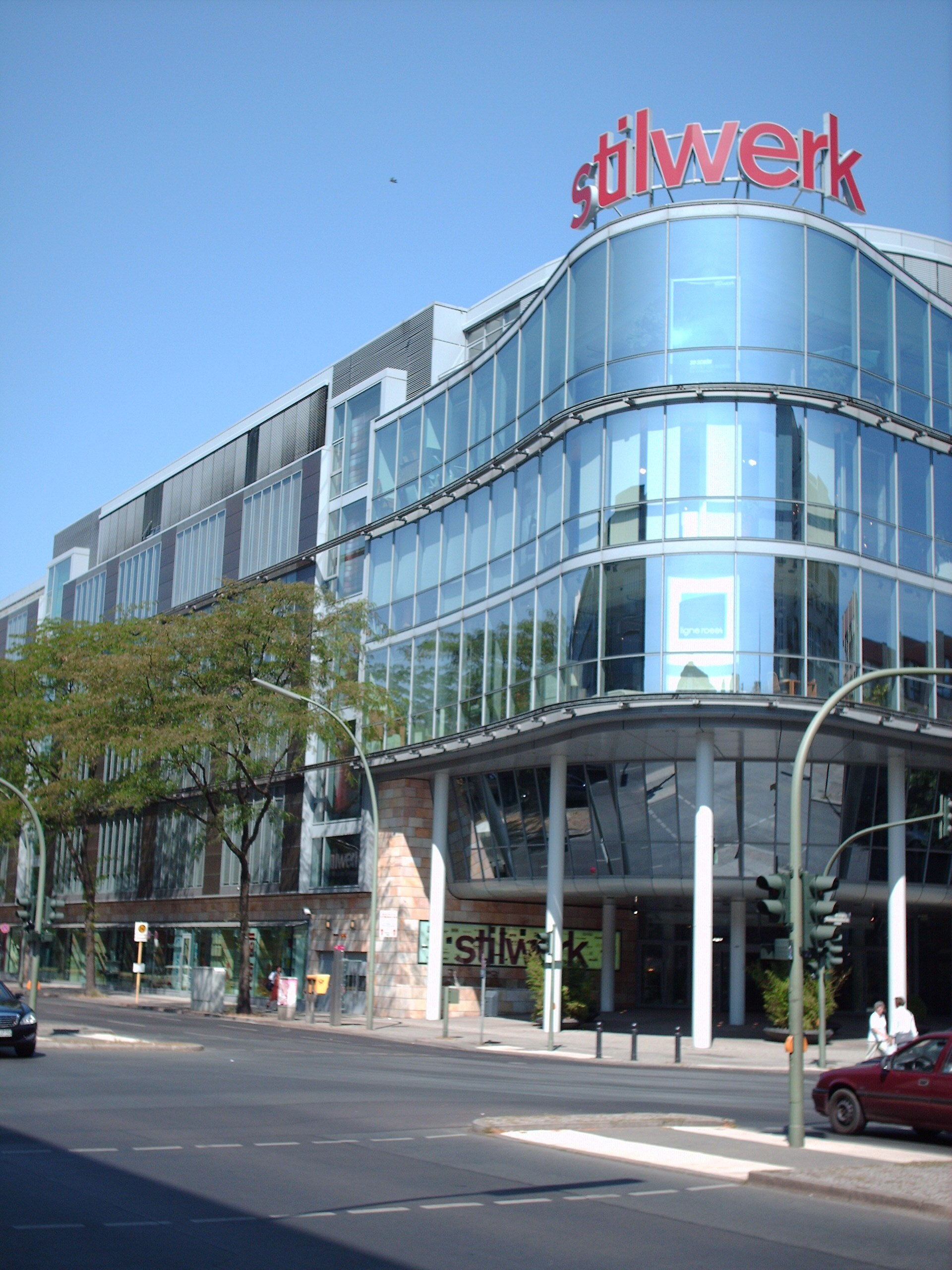
Stilwerk设计中心

1861年初建的萨维尼广场，以德国法学家弗里德里希·萨维尼命名。康德大街从广场中心穿过，将之一分为二。柏林城铁萨维尼站于1896年开通。

### 萨维尼广场至新康德大街
康德大街126到127号是1929年至1930年间建成并运营至今的康德车库。这座新即物主义的钢筋混凝土建筑，反映了那个时代私人交通工具的飞速增长。这座车库内部有双向对开供汽车上下的斜坡，可停放300辆私人汽车。康德大街54号是1912年开始营业的康德电影院（Kant-Kino）。1970到1980年代，众多国际著名乐队在这里举办过演唱会。2011年，康德电影院并入约克影院集团。由此往西，康德大街和商业步行街维尔默斯多夫街交叉；再往西三百米，是斯图加特广场北端，向北通往腓特烈皇帝大街（Kaiser-Friedrich-Straße）。
康德大街79号，是1896年至1897年间由建筑师阿道夫·布尔克纳和爱德华·菲尔斯特瑙设计的新文艺复兴风格的刑事法院。至2010年止，这里一直是夏洛滕堡区区法院的一个分支机构所在地。在这座建筑的庭院里，坐落着1985年关闭的夏洛滕堡女子监狱，因为过去在这里经常关押并未触犯法律的犯人和处理和法律无关的“案件”，这座监狱在柏林市井间被称作“轻歌剧监狱（Operettenknast）”。纳粹时期，这座女子监狱也处理过其他案件：1944年针对阿道夫·希特勒的7月20日密谋案发生之后，这里关押了因参与反纳粹运动而被捕的30名女性。战后，柏林不动产基金会将这座建筑出售给了一位私人投资商。这个投资商将这间建筑分隔出租给众多电影和艺术项目。
从夏洛滕堡区区法院所在的区法院广场（Amtsgerichtsplatz）开始，康德大街汇入新康德大街。

## 沿街地点列表
| 地点                    | 地址（德文）            | 坐标                                                             |
| ----------------------- | ----------------------- | ---------------------------------------------------------------- |
| 布赖特施德广场          |                         | 52°30′18″N 13°20′11″E / 52.5049°N 13.33651°E                     |
| 威廉皇帝纪念教堂        | Lietzenburger Straße 39 | 52°30′18″N 13°20′05″E / 52.50496361311817°N 13.334848880767822°E |
| 动物园之窗              |                         | 52°30′20″N 13°19′58″E / 52.505556°N 13.332778°E                  |
| 贝亚特·乌泽情色博物馆   | Joachimsthaler Straße 4 | 52°30′20″N 13°19′53″E / 52.505508°N 13.331383°E                  |
| 柏林西城歌剧院          | Kantstraße 12           | 52°30′21″N 13°19′45″E / 52.505944°N 13.329061°E                  |
| 德尔婓影剧院            | Kantstraße 12A          | 52°30′20″N 13°19′43″E / 52.505556°N 13.328611°E                  |
| 康德三角地              |                         | 52°30′19″N 13°19′42″E / 52.505205°N 13.328261°E                  |
| 路德维希-艾哈德大厦     | Fasanenstraße 85        | 52°30′24″N 13°19′42″E / 52.506667°N 13.328333°E                  |
| Stilwerk设计中心        | Kantstraße 17           | 52°30′21″N 13°19′31″E / 52.505891°N 13.325375°E                  |
| 萨维尼广场              |                         | 52°30′21″N 13°19′21″E / 52.50582°N 13.32242°E                    |
| 康德车库                | Kantstraße 126-127      | 52°30′21″N 13°18′43″E / 52.505833°N 13.311944°E                  |
| 康德电影院（Kant-Kino） | Kantstraße 54           | 52°30′24″N 13°18′30″E / 52.506746°N 13.308311°E                  |
| 维尔默斯多夫街          |                         | 52°30′24″N 13°18′24″E / 52.506667°N 13.306667°E                  |
| 斯图加特广场            |                         | 52°30′19″N 13°18′08″E / 52.505195°N 13.3022°E                    |
| 夏洛滕堡区区法院        | Amtsgerichtsplatz 1     | 52°30′22″N 13°17′43″E / 52.506239°N 13.295262°E                  |
| 柏林无线电塔            | Messedamm 22            | 52°30′18″N 13°16′41″E / 52.505056°N 13.278181°E                  |
| 会展中心                | Messedamm 22            | 52°30′16″N 13°16′29″E / 52.504311°N 13.274660°E                  |

## 交通
康德大街是柏林西城的一条主干道，双向六车道，中间还有一条隔离带，车流量很大。由于沿街店铺常规的货运进出，以及最外侧车道被用作停车位，康德大街经常只有双向两车道可供行驶。
1966年1月24日开通公交车线路之前，康德大街上一直行驶着75和76两条有轨电车线路。今天，康德大街上行驶着柏林运输公司运营的数条线路，沿街设立8个公交车站。
康德大街和柏林城市铁路网有数个交点，包括东边的动物园火车站、萨维尼站、选帝侯大街站，中段的维尔默斯多夫站、夏洛滕堡站，以及西端的展会中心北站。

## 华人活动
康德大街及其周边地区是柏林华人的传统活动区。1822年，第一个中国商人来到柏林。1920年代，第二波华人潮来到柏林，他们中大多数是男学生，亦有少数女学生，多在当时的夏洛滕堡高等工业学院读书，从那时起，康德大街及周边地区便成为华人聚居区，几乎成了柏林的唐人街。这些学生中，有日后成为中国重要政治人物的周恩来、朱德等人。当时的康德大街118号是中国学生的活动中心，也是当时左派学生和共产主义小组活动地点。
今天，康德大街中餐馆和亚洲超市云集。较有名的有老友记烧腊饭店（Good Friends）、财神饭店（Aroma）等。

## 人物纪念牌
康德大街有若干为知名人物设立的纪念碑，如：

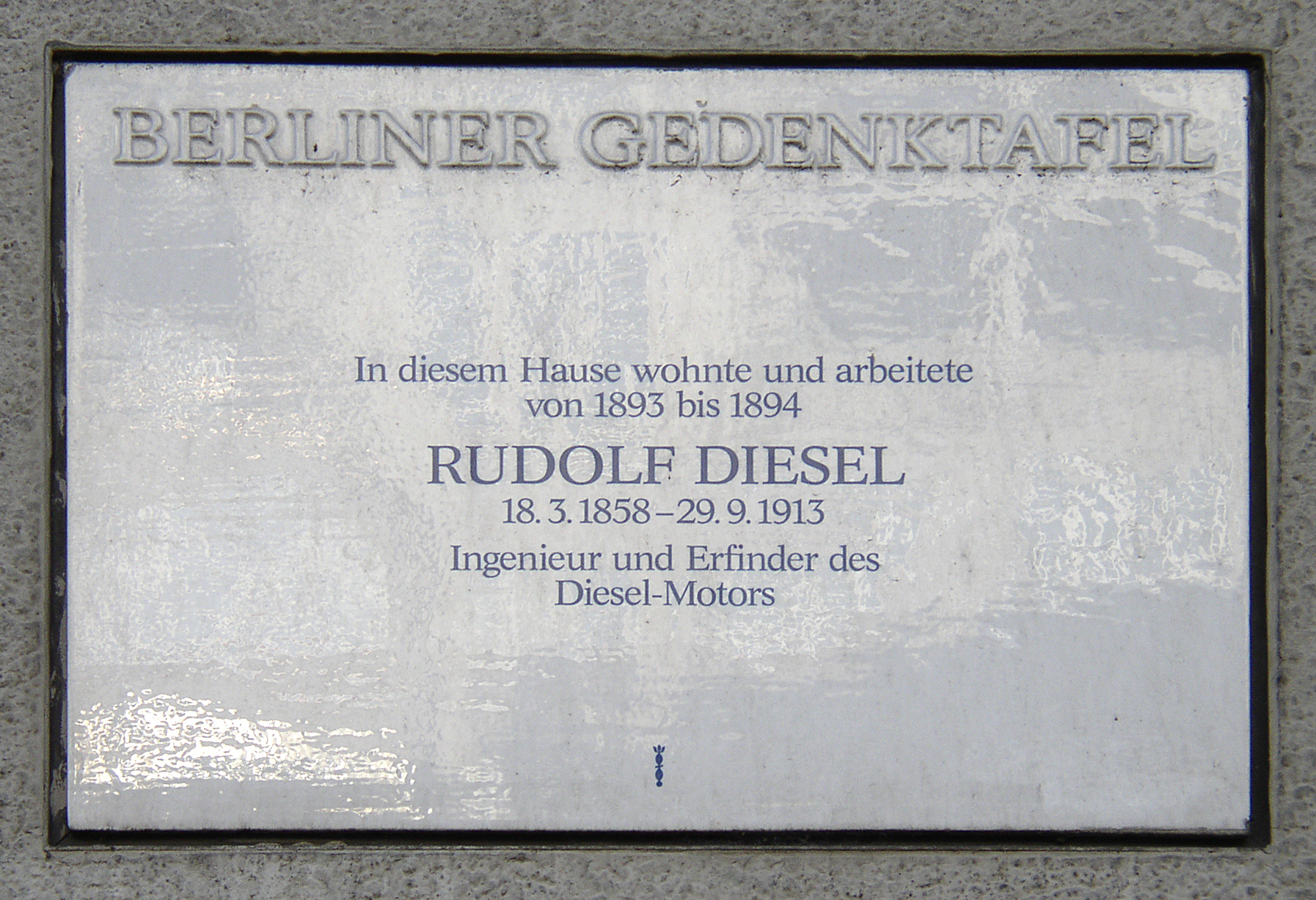
工程师鲁道夫·狄塞尔的纪念牌

- 埃尔泽·乌里，作家、儿童文学家, 康德大街30号，1995年设立
- 赫塔·夏洛特·霍伊韦尔, 康德大街101号，2003年设立
- 卡尔·冯·奥西茨基，康德大街152号
- 鲁道夫·狄塞尔，康德大街153号，1988年8月10日设立
- 弗里德里希·施皮尔哈根，作家，康德大街165号，1988年设立
- 特露德·黑斯特贝格，演员、歌唱家，康德大街12号，2011年设立